# Batophora oerstedii
Batophora oerstedii é uma alga verde da ordem Dasycladales, classe Ulvophyceae. É uma macroalga marinha que vive na zona subtidal das águas tropicais, sendo encontrado no Mar do Caribe desde o sul da Flórida e Bahamas até a Venezuela.